# والاس كليفت
والاس كليفت (بالإنجليزية: Wallace Clift)‏ هو قسيس وعالم نفس وكاتب أمريكي، ولد في 27 مارس 1926 في روبرت لي في الولايات المتحدة، وتوفي في 5 فبراير 2018 في أولمبيا في الولايات المتحدة.